# Rodoviária de Lisboa
A Rodoviária de Lisboa (RL) é uma empresa de transporte coletivo rodoviário de passageiros que opera em Portugal, nos concelhos de Loures, Mafra, Odivelas e Vila Franca de Xira, assegurando as ligações entre estes e Lisboa, Amadora e Sintra, além de servir algumas linhas inter-regionais para os concelhos de Alenquer, Arruda dos Vinhos, Sobral do Monte Agraço e Torres Vedras.
Segundo dados de 2016, a RL servia cerca de 400 mil habitantes e transportando mais de 200 mil passageiros por dia, tendo cerca de 375 viaturas e 773 trabalhadores, que asseguram 4500 circulações diárias; mais de 40 agentes e quatro lojas RL.
Até à implementação da marca Carris Metropolitana, com a respetiva uniformização de numeração e librés, em janeiro de 2023, as carreiras adstritas a cada um destes centros eram seriadas separadamente e identificadas com uma cor diferente: amarelo torrado, verde claro, e azul (cores que também constavam do logótipo da empresa)
| rede    | carreiras        | centro operacional  | principais localidades servidas*                                                             |
| ------- | ---------------- | ------------------- | -------------------------------------------------------------------------------------------- |
| amarela | 001-241, 901-934 | Caneças             | Loures / Odivelas / Pontinha / Caneças / Senhor Roubado / Cacém / Colégio Militar            |
| verde   | 331-373, 498     | Bucelas             | Bucelas / Loures / Vialonga / Alverca / Odivelas / Santo Antão do Tojal / Fanhões / Malveira |
| azul    | 300-330, 701-750 | Santa Iria de Azoia | Oriente / Póvoa / Sacavém / Santa Iria / Loures / Moscavide / Alverca                        |

(*) Todos os centros têm carreiras que passam no Campo Grande.

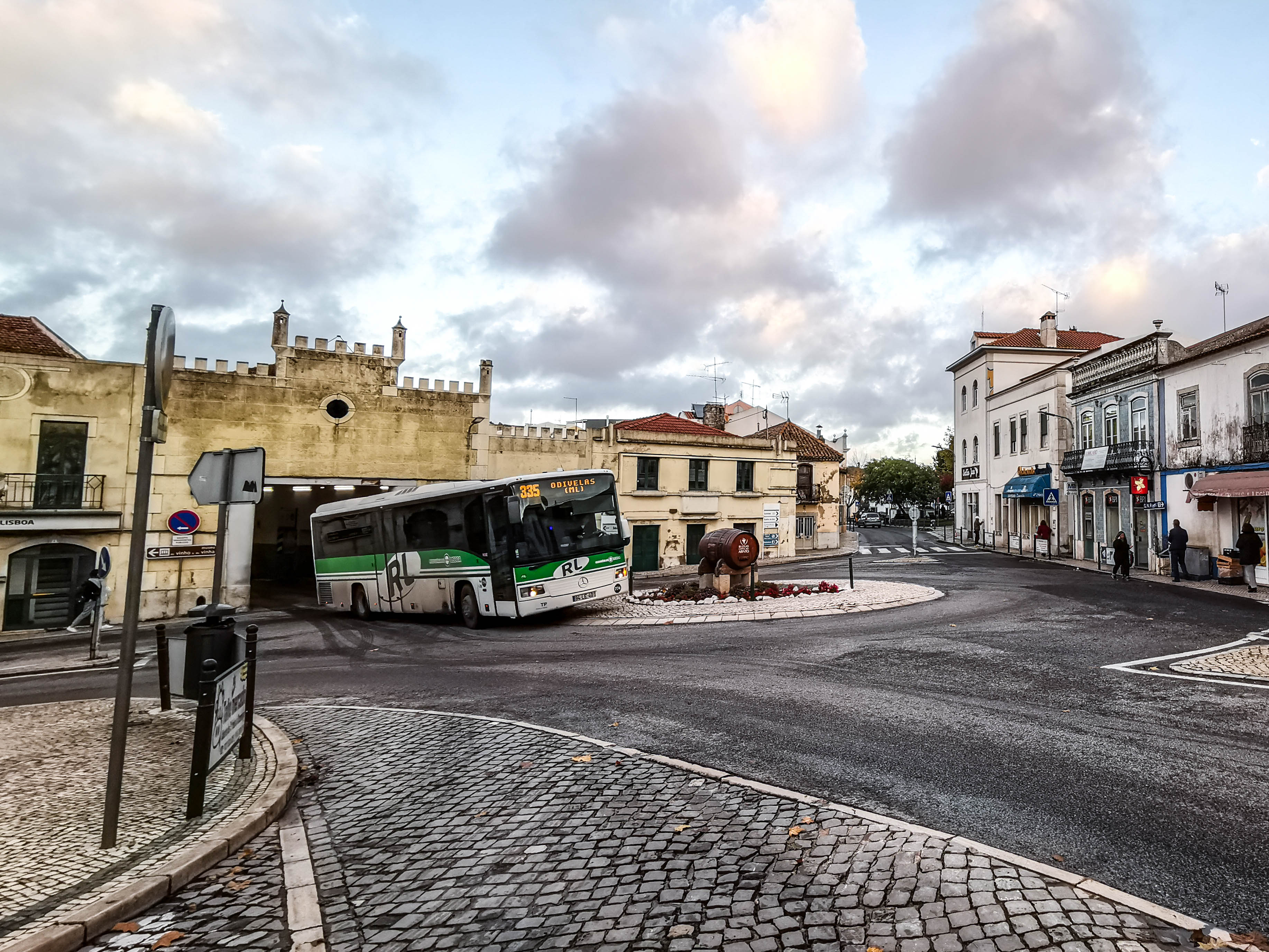
Autocarro da RL em Bucelas (pintura pré-Carris Metropolitana), circulando na antiga carreira.

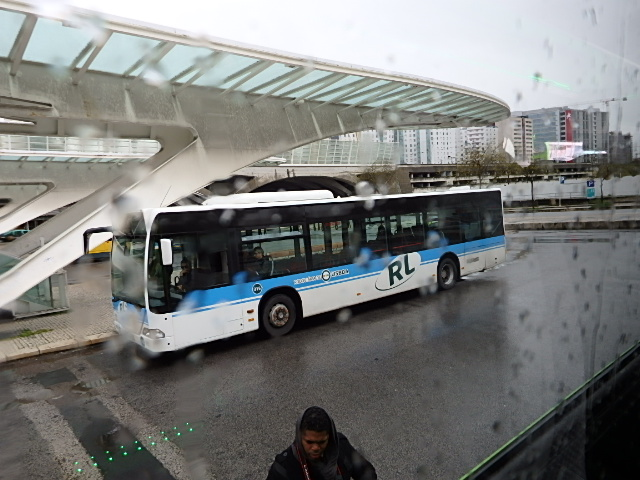
Autocarro da RL na Estação do Oriente. (pintura pré-Carris Metropolitana).

A RL é a concessionária da Carris Metropolitana para os concelhos de Loures, Mafra, Odivelas e Vila Franca de Xira, referentes à chamada Área 2, operando as linhas numeradas entre 2000 e 2999.

## História
A Rodoviária de Lisboa, com sede no Campo Grande, Lisboa, foi criada a 31 de Janeiro de 1991, resultante da autonomização da DGRL (Direção Geral da Região de Lisboa) da Rodoviária Nacional numa empresa única. 
Com o fim das privatizações das empresas constituentes da Rodoviária Nacional (incluíndo a RL) e o desmembramento desta em 1995, a Rodoviária de Lisboa foi desmembrada em 3 partes. O eixo de Amadora-Queluz (1xx) passou para a Vimeca, criando a parte da Lisboa Transportes da empresa oeirense, enquanto o eixo de Sintra-Cascais (4xx) passava para os escoceses da Stagecoach. Os eixos de Odivelas-Loures, Bucelas e Vila Franca de Xira (2xx e 3xx) e o que sobrou da Rodoviária de Lisboa manteve-se com a empresa, já sob gestão do Grupo Barraqueiro.

Em meados de 2022, anunciou-se que a partir de 1 de Julho, na sequência da implantação da Carris Metropolitana, a identidade própria da RL cessaria de existir separadamente, sendo as carreiras renumeradas de acordo com o novo sistema (de quatro algarismos, neste caso iniciados por "2"), com ajustes de horário e beneficiação de frota, e extintas as marcas diferenciadas; o Grupo Barraqueiro, como concessionário, manteria a operação destas carreiras, mas toda a sinalética, librés, e bilhética ficaria sob a alçada unificadora da Carris Metropolitana. Dado o fiasco do lançamento da Áreas 3 (Almada, Seixal e Sesimbra) e da Área 4 (Alcochete, Moita, Montijo, Palmela e Setúbal) da nova operadora em julho de 2023, manteve-se o status quo até janeiro de 2023.

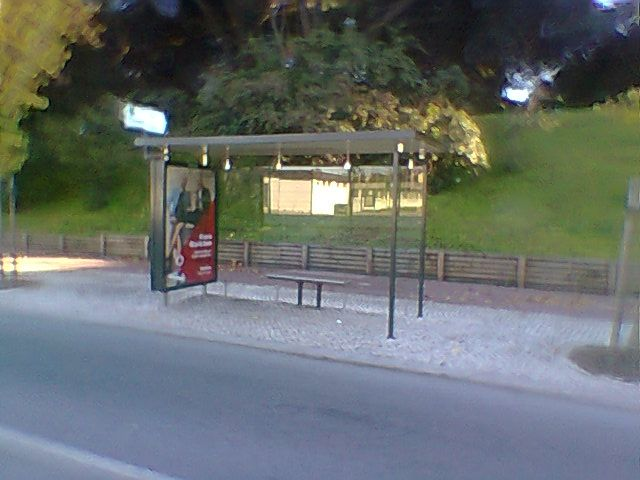
Antiga paragem da RL, na Avenida do Brasil, em Lisboa (apenas entradas).

## Tarifário
Nas linhas operadas pela RL é válido o tarifário da Carris Metropolitana, passando assim as tarifas a estar relacionadas com o tipo de linha a utilizar:
| tipo de linha  | tarifa   | áreas de abrangência | viagens ocasionais | viagens ocasionais | viagens frequentes  | viagens frequentes      |
| tipo de linha  | tarifa   | áreas de abrangência | navegante a bordo  | navegante pré-pago | navegante municipal | navegante metropolitano |
| -------------- | -------- | -------------------- | ------------------ | ------------------ | ------------------- | ----------------------- |
| Próxima        | Tarifa 1 | 1, 2, 3 e 4          | 1,25 €             | 0,85 €             | 30 €/mês            | 40 €/mês                |
| Longa          | Tarifa 2 | 1, 2, 3 e 4          | 2,60 €             | 1,55 €             | 30 €/mês            | 40 €/mês                |
| Rápida         | Tarifa 3 | 2, 3 e 4             | 4,50 €             | 3,10 €             | 30 €/mês            | 40 €/mês                |
| Inter-Regional | Tarifa 4 | 2 e 4                | 2,60 €             | -                  | 30 €/mês + 20 €     | 40 €/mês + 20 €         |
| Mar            | Tarifa 5 | 2, 3 e 4             | 4,50 €             | 3,10 €             | 30 €/mês            | 40 €/mês                |

1. ↑   O cartão Navegante Ocasional tem um custo de aquisição de 0,50 €
2. 1 2 3 4 5 6   Continuam a existir os descontos Navegante +65, Família, 12 anos, 4-18, sub23 e Social+
3. ↑   Área 2: acréscimo de 0,50 € em viagens para fora da Área Metropolitana de Lisboa
4. ↑   Área 4: acréscimo de 1,00 € em viagens para fora da Área Metropolitana de Lisboa

### Tarifários pré-Carris Metropolitana

#### Pré-Comprados
O Zapping da RL tinha um custo único de 1,45 € para qualquer carreira, e para qualquer destino. Era carregado no cartão eletrónico Viva Viagem com um valor entre os 5,00 € e os 40,00 €.

#### Passe RL
Em janeiro de 2013 a RL lançou o Passe RL. Era válido em todas as coroas e serviços exceto Voltas, Rodinhas, e IKEA. Este título de transporte substitui assim os anteriores passes suburbanos e as assinaturas de linha. Em fevereiro de 2019, com a implementação dos novos passes, a RL deixou de ter os seus passes próprios e combinados específicos.

## Infraestruturas e frota
A sede da RL está localizada no Campo Grande, no mesmo edifício da sua empresa-mãe Barraqueiro. Desde a sua criação que a RL contém 3 garagens, localizadas em Bucelas, Caneças e Santa Iria. Com a entrada da Carris Metropolitana em 2023 na Grande Lisboa, ela passou também a usufruir das garagens de outras empresas pertencentes ao mesmo grupo, como Mafra (Mafrense), Guerreiros (Henrique Leonardo Mota), Póvoa da Galega (Isidoro Duarte) e Vila Franca de Xira (Boa Viagem), totalizando atualmente um total de 7 garagens. De um total histórico sincrónico de 1477 veículos, a frota da empresa atualmente é composta por 423 viaturas, cuja assistência é prestada através das oficinas localizadas ao longo da sua área de atuação, designadamente em Bucelas, Caneças e Santa Iria.

## Linhas

### Antigas Carreiras
Até 2023, altura em que o serviço da RL passou para a Carris Metropolitana, a RL operava estas carreiras:

#### Diretas
| C.ª | Terminais                          | Via                                       |
| --- | ---------------------------------- | ----------------------------------------- |
| 330 | Estação do Oriente ⇆ Forte da Casa | Póvoa de Santa Iria / Santa Iria de Azoia |
| 333 | Campo Grande ⇆ Zambujal            | Infantado / LoureShopping                 |
| 334 | Campo Grande ⇆ Infantado           | LoureShopping                             |
| 344 | Campo Grande ⇆ Bucelas             | Infantado / LoureShopping                 |
| 347 | Estação do Oriente ⇆ Arcena        | Vialonga / Alverca / Bom Sucesso          |
| 353 | Campo Grande ⇆ Quinta da Maranhota | Vialonga                                  |
| 354 | Campo Grande ⇆ Quinta da Maranhota | Infantado / LoureShopping / Vialonga      |

#### Suburbanas
| C.ª | Terminais                                            | Via                                                           |
| --- | ---------------------------------------------------- | ------------------------------------------------------------- |
| 201 | Campo Grande ⇆ Caneças (Escola Secundária)           | Senhor Roubado / Ramada                                       |
| 202 | Senhor Roubado ⇆ Montemor                            | Odivelas / Ramada                                             |
| 203 | Pontinha ⇆ Casal do Bispo                            | Famões                                                        |
| 205 | Pontinha ⇆ Senhor Roubado                            | Serra da Luz                                                  |
| 206 | Pontinha ⇆ Loures (Zona Comercial)                   | Famões / Odivelas (Metro) / Hospital Beatriz Ângelo           |
| 207 | Odivelas (Metro) (Circulação)                        | Póvoa de Santo Adrião / Sete Castelos                         |
| 208 | Arroja (Circulação)                                  | Odivelas (Metro) / Patameiras (Centro Comercial)              |
| 209 | Arroja (Circulação)                                  | Patameiras (Centro Comercial) / Odivelas (Metro)              |
| 210 | Colégio Militar ⇆ Caneças                            | Pontinha / Santo Eloy / Casal de Cambra                       |
| 211 | Odivelas (Metro) ⇆ Bons Dias                         | Casal do Chapim / Ramada                                      |
| 212 | Caneças ⇆ Vale de Nogueira                           | Lugar D'Além                                                  |
| 213 | Senhor Roubado ⇆ Caneças (Escola Secundária)         | Arroja / Patameiras (Centro Comercial) / Vale do Forno        |
| 214 | Odivelas (Metro) ⇆ Casal da Paradela                 | Póvoa de Santo Adrião                                         |
| 215 | Cacém (Estação) ⇆ Loures                             | Belas / Caneças / Hospital Beatriz Ângelo                     |
| 216 | Senhor Roubado (Circulação)                          | Famões / Casal Novo                                           |
| 220 | Caneças ⇆ Vale de Lobos                              | Dona Maria / Almornos                                         |
| 221 | Caneças ⇆ Almargem do Bispo                          | Camarões / Aruil                                              |
| 222 | Pontinha ⇆ Pedernais                                 | Famões / Arroja                                               |
| 223 | Pontinha ⇆ Casal Novo                                | Famões                                                        |
| 224 | Pontinha ⇆ Caneças (Escola Secundária)               | Santo Eloy / Casal de Cambra / Serra da Helena                |
| 225 | Odivelas (Metro) (Circulação)                        | Casal do Chapim / Jardim da Radial / Hospital Beatriz Ângelo  |
| 226 | Senhor Roubado ⇆ Arroja                              | Patameiras / Famões                                           |
| 227 | Pontinha ⇆ Vale Grande                               | Santo Eloy                                                    |
| 228 | Pontinha ⇆ Serra da Amoreira                         | Odivelas (Metro) / Ramada                                     |
| 229 | Odivelas (Metro) (Circulação)                        | Colinas do Cruzeiro                                           |
| 230 | Odivelas (Metro) ⇆ Casal de Cambra                   | Colinas do Cruzeiro / Famões                                  |
| 231 | Pontinha ⇆ Caneças                                   | UBBO / Casal de Cambra                                        |
| 300 | Campo Grande ⇆ Sacavém                               | Camarate                                                      |
| 301 | Estação do Oriente ⇆ Loures (Zona Comercial)         | Apelação / Hospital Beatriz Ângelo                            |
| 302 | Moscavide (Praça José Queirós) (Circulação)          | Portela / Sacavém / Camarate                                  |
| 305 | Estação do Oriente ⇆ Loures                          | Parque das Nações / Alto do Moinho / Unhos                    |
| 309 | Estação do Oriente ⇆ Cabeço da Agueira               | Sacavém / Catujal                                             |
| 310 | Estação do Oriente ⇆ Charneca                        | Sacavém / Camarate                                            |
| 311 | Campo Grande ⇆ Alto do Moinho                        | Charneca / Camarate                                           |
| 312 | Campo Grande (Circulação)                            | Charneca / Sacavém / Aeroporto                                |
| 313 | Campo Grande (Circulação)                            | Aeroporto / Sacavém / Charneca                                |
| 315 | Campo Grande (Circulação)                            | Bairro da Bogalheira                                          |
| 316 | Estação do Oriente ⇆ Santa Iria de Azoia             | Sacavém / São João da Talha / Pirescoxe                       |
| 317 | Estação do Oriente ⇆ Bairro da Covina                | Sacavém / São João da Talha / Estacal Novo                    |
| 318 | Estação do Oriente ⇆ Portela de Azóia                | Sacavém / São João da Talha                                   |
| 319 | Areeiro ⇆ Alverca (Zona Industrial)                  | Aeroporto / Portela / Póvoa de Santa Iria                     |
| 320 | Areeiro ⇆ Alverca (Estação)                          | Aeroporto / Prior Velho / Póvoa de Santa Iria / Forte da Casa |
| 321 | Areeiro ⇆ Via Rara                                   | Aeroporto / Portela / São João da Talha / Pirescoxe           |
| 329 | Campo Grande ⇆ Quinta da Piedade                     | Aeroporto / Prior Velho / Pirescoxe / Via Rara                |
| 331 | Campo Grande ⇆ Bucelas                               | Póvoa de Santo Adrião / Loures / São Julião do Tojal          |
| 332 | Zambujal (circulação)                                | Infantado / Loures                                            |
| 335 | Campo Grande ⇆ Bucelas                               | Odivelas (Metro) / Loures / Fanhões / Cabeço de Montachique   |
| 336 | Campo Grande ⇆ Bucelas                               | Póvoa de Santo Adrião / Loures / Fanhões / Ribas              |
| 337 | Campo Grande ⇆ Santo Antão do Tojal                  | Odivelas (Metro) / Loures / Manjoeira                         |
| 338 | Infantado ⇆ Santo Antão do Tojal                     | Loures / Manjoeira                                            |
| 339 | Bucelas ⇆ Camondes                                   | Vila Nova / A-do-Baço                                         |
| 340 | Bucelas ⇆ Malveira                                   | Venda do Pinheiro                                             |
| 342 | Alverca (Estação) ⇆ Bucelas                          | Arcena / Vila de Rei                                          |
| 345 | Alverca (Estação) ⇆ Arcena                           | Bom Sucesso                                                   |
| 346 | Alverca (Estação) ⇆ Santo Antão do Tojal             | Vialonga / Granja                                             |
| 348 | Póvoa de Santa Iria (Estação) ⇆ Santo Antão do Tojal | Vialonga / Granja                                             |
| 349 | Póvoa de Santa Iria (Estação) ⇆ Fonte Santa          | Vialonga                                                      |
| 350 | Póvoa de Santa Iria (Estação) ⇆ Verdelha do Ruivo    | Quinta da Maranhota                                           |
| 351 | Póvoa de Santa Iria (Estação) (Circulação)           | Vialonga                                                      |
| 360 | Loures ⇆ Alverca (Estação)                           | Infantado / Forte da Casa                                     |
| 363 | Santo Antão do Tojal (Circulação)                    | São Julião do Tojal / MARL                                    |
| 365 | Odivelas (Metro) ⇆ LoureShopping                     | Loures / Infantado                                            |
| 916 | Odivelas (Metro) (Circulação)                        | Famões / Casal Novo                                           |
| 934 | Odivelas (Metro) ⇆ Montemor                          | Ramada                                                        |

#### Urbanas
| C.ª | Terminais                                  | Via                                |
| --- | ------------------------------------------ | ---------------------------------- |
| 001 | Odivelas (Metro) (Circulação)              | Casal do Chapim / Arroja           |
| 003 | Odivelas (Metro) (Circulação)              | Arroja / Casal do Chapim           |
| 004 | Senhor Roubado ⇆ Casal do Bispo            | Patameiras / Arroja / Famões       |
| 005 | Caneças (Circulação)                       | Casal Novo                         |
| 306 | Bairro de Angola (Circulação)              | Camarate / Bairro da Bogalheira    |
| 307 | Sacavém (Circulação)                       | Portela / Prior Velho              |
| 308 | Estação do Oriente (Circulação)            | Portela / Sacavém                  |
| 322 | Forte da Casa (Circulação)                 | Quinta da Piedade                  |
| 323 | Póvoa de Santa Iria (Estação) (Circulação) | Forte da Casa                      |
| 324 | Póvoa de Santa Iria (Circulação)           | Casal da Serra                     |
| 325 | Bairro dos Monjões (Circulação)            | Bragadas / Póvoa de Santa Iria     |
| 326 | Póvoa de Santa Iria (Circulação)           | Quinta da Piedade                  |
| 327 | Santa Iria de Azoia (Estação) (Circulação) | Portela de Azóia                   |
| 328 | Póvoa de Santa Iria (Circulação)           | Quinta da Piedade / Bragadas       |
| 357 | Bucelas (Circulação)                       | Vila de Rei                        |
| 358 | Bucelas (Circulação)                       | Vila Nova                          |
| 362 | Fanqueiro (Circulação)                     | Loures / LoureShopping / Infantado |

#### Noturnas / Fim de Semana
| C.ª | Terminais                                            | Via                                                            |
| --- | ---------------------------------------------------- | -------------------------------------------------------------- |
| 235 | Senhor Roubado ⇆ Casal da Paradela                   | Póvoa de Santo Adrião                                          |
| 236 | Pontinha ⇆ Casal Novo                                | Famões / Casal do Bispo                                        |
| 370 | Póvoa de Santa Iria (Estação) ⇆ Santo Antão do Tojal | Vialonga / Granja / Zambujal                                   |
| 750 | Estação do Oriente (Circulação)                      | Sacavém / Catujal / Cabeço da Aguieira / Unhos                 |
| 901 | Campo Grande ⇆ Caneças (Escola Secundária)           | Odivelas (Metro) / Ramada                                      |
| 905 | Pontinha ⇆ Odivelas (Metro)                          | Serra da Luz                                                   |
| 913 | Odivelas (Metro) ⇆ Caneças (Escola Secundária)       | Arroja / Patameiras (Centro Comercial)                         |
| 925 | Odivelas (Metro) (Circulação)                        | Casal do Chapim / Jardim da Amoreira / Hospital Beatriz Ângelo |
| 926 | Odivelas (Metro) ⇆ Arroja                            | Patameiras / Famões                                            |
| 931 | Campo Grande ⇆ Pontinha                              | Odivelas (Metro) / Ramada / Caneças / Casal de Cambra / UBBO   |

#### Serviços Especiais

##### Rodinhas
| C.ª | Terminais                 | Via                                   |
| --- | ------------------------- | ------------------------------------- |
| 303 | Moscavide (Metro)         | Portela / Moscavide (Centro de Saúde) |
| 710 | Sacavém (Centro de Saúde) | Sacavém                               |
| 711 | Sacavém (Centro de Saúde) | Fetais                                |

##### Voltas
| C.ª | Terminais                                  | Via                                                      |
| --- | ------------------------------------------ | -------------------------------------------------------- |
| 237 | Patameiras (Centro Comercial) (Circulação) | Odivelas (Metro)                                         |
| 240 | Olival Basto (Circulação)                  | Póvoa de Santo Adrião / Sete Castelos / Odivelas (Metro) |
| 241 | Ramada (Circulação)                        | Jardim da Radial / Bons Dias                             |

##### IKEA
| C.ª | Terminais                      | Via                                      |
| --- | ------------------------------ | ---------------------------------------- |
| 238 | Senhor Roubado ⇆ Loures (IKEA) | Odivelas (Metro) / Póvoa de Santo Adrião |

##### Verão
| C.ª | Terminais                                 | Via                                                                      |
| --- | ----------------------------------------- | ------------------------------------------------------------------------ |
| 232 | Jardim da Radial ⇆ Costa da Caparica      | Ramada / Caneças / Casal de Cambra / Santo Eloy / Pontinha               |
| 233 | Póvoa de Santo Adrião ⇆ Costa da Caparica | Odivelas (Metro) / Patameiras / Famões / Pontinha                        |
| 355 | Bucelas ⇆ Costa da Caparica               | Arcena / Alverca / Vialonga / São Julião do Tojal / Santo Antão do Tojal |
| 356 | Bucelas ⇆ Praia da Figueirinha            | Arcena / Alverca / Vialonga / São Julião do Tojal / Santo Antão do Tojal |
| 701 | Forte da Casa ⇆ Costa da Caparica         | Póvoa de Santa Iria / São João da Talha / Sacavém                        |

#### Extintas (antes de 2023)

##### Suburbanas
| C.ª | Terminais                                               | Via                                                                |
| --- | ------------------------------------------------------- | ------------------------------------------------------------------ |
| 204 | Patameiras (Centro Comercial) ⇆ Loures (Zona Comercial) | Odivelas (Metro) / Póvoa de Santo Adrião / Hospital Beatriz Ângelo |
| 217 | Pontinha ⇆ Odivelas (Metro)                             | Patameiras (Centro Comercial)                                      |
| 218 | Odivelas (Metro) ⇆ Casal do Chapim                      | Quinta do Mendes                                                   |
| 219 | Almargem do Bispo ⇆ Malveira                            | Negrais / Avessada                                                 |
| 234 | Senhor Roubado ⇆ Montemor                               | Ramada                                                             |
| 239 | Senhor Roubado (Circulação)                             | Patameiras                                                         |
| 314 | Campo Grande ⇆ Alto do Moinho                           | Bairro da Bogalheira / Apelação                                    |
| 359 | Alverca (Estação) ⇆ Arcena                              | Quinta da Panasqueira                                              |
| 364 | Campo Grande (Circulação)                               | Póvoa de Santo Adrião / Loures / Infantado                         |
| 373 | Campo Grande (Circulação)                               | Póvoa de Santo Adrião / Infantado / Loures                         |

##### Urbanas
| 002 | Odivelas (Metro) (Circulação)    | Odivelas / Póvoa de Santo Adrião / Sete Castelos / Quinta do Mendes |
| 343 | Alverca (Estação) (Circulação)   | Bairro da Chasa / Malvarosa                                         |
| 352 | Infantado (Circulação)           | Loures                                                              |
| 361 | LoureShopping (Circulação)       | Loures / Fanqueiro / Infantado                                      |
| 372 | Quinta da Maranhota (Circulação) | Vialonga                                                            |

##### Airport Shuttle Bus
| C.ª | Terminais                       | Via               |
| --- | ------------------------------- | ----------------- |
| 498 | Cascais (Terminal) ⇆ Aeroporto* | Estoril (Estação) |

(*) Operação conjunta com a Scotturb.

##### Rodinhas
| C.ª | Terminais          | Via               |
| --- | ------------------ | ----------------- |
| 712 | Bobadela (Estação) | Bobadela          |
| 713 | Bobadela (Estação) | São João da Talha |

### Linhas Atuais
Com exceção da antiga carreira 339 da RL, que foi absorvida pela Boa Viagem, todas as restantes carreiras da RL mantiveram-se em território da Carris Metropolitana, podendo ter sido extintas ou não. Para além das ligações que já faziam parte da sua rede, a RL passou também a operar ligações que eram antes asseguradas pela Barraqueiro Transportes, Henrique Leonardo Mota, Isidoro Duarte e JJ Santo António, num total de 290 linhas.
NOTA: Para as linhas da Carris Metropolitana desativadas nesta área, ver Linhas Desativadas da Área 2.
| Ericeira (Terminal) → Casais de São Lourenço |
| Ribamar → Ericeira (Terminal)                |

| Ericeira (Terminal) → Lagoa (Colégio Miramar) |
| Lagoa (Colégio Miramar) → Ribamar             |

| Ericeira (Terminal) → Mafra (Terminal) |
| Mafra (Palácio) → Ericeira (Terminal)  |

| Alto da Vela → Lagoa (Colégio Miramar)    |
| Lagoa (Colégio Miramar) → Mafra (Palácio) |

| Mafra (Palácio) → Zambujal           |
| Zambujal → Mafra (Parque Desportivo) |

| Mafra (Parque Desportivo) → Livramento |
| Monte Bom → Mafra (Parque Desportivo)  |

| Carvalhal → Venda do Pinheiro |
| Venda do Pinheiro → Cheleiros |

| Caneças (Quinta de São Carlos) → Colégio Militar (Metro) |
| Colégio Militar (Metro) → Caneças (Largo do Jardim)      |

| Caneças (Quinta de São Carlos) → Colégio Militar (Metro) |
| Colégio Militar (Metro) → Caneças (Largo do Jardim)      |

1. ↑   Originalmente planeada entre Guerreiros ⇆ Moninhos
2. ↑   Circulação por Vila de Rei a partir de 2023.11.01
3. ↑   Circulação pelo Bairro da Solcasa e Mato da Cruz a partir de 2023.11.01
4. ↑   Escola Maria Veleda ⇆ Frielas até 2025.05.31
5. ↑   Santo António dos Cavaleiros (Circulação via Hospital Beatriz Ângelo) até 2025.05.31
6. ↑   Infantado ⇆ Santo Antão do Tojal até 2024.04.02
7. ↑   Urmeiras (Circulação via Santo António dos Cavaleiros e Torres da Bela Vista) até 2025.05.31
8. ↑   Moscavide (Metro) (Circulação) até 2024.04.02
9. ↑   Sacavém (Estação) ⇆ Santa Iria de Azoia (Estação) até 2024.04.02
10. ↑   Bairro Angola (Circulação via Camarate) até 2024.04.02
11. ↑   Circulação por Bairro do Olival Queimado e Palácio dos Arcebispos até 2024.04.02
12. ↑   Caneças (Escola Secundária) ⇆ Senhor Roubado (Metro) (via Odivelas) até 2025.05.31
13. ↑   Casal do Bispo ⇆ Senhor Roubado (Metro) até 2025.05.31
14. ↑   Colinas do Cruzeiro ⇆ Jardim da Amoreira até 2024.04.02
15. ↑   Alverca (Estação) ⇆ Bulhaco até 2023.09.10
16. ↑   Bogalhão ⇆ Vila Franca de Xira (via Subserra) até 2025.05.31
17. ↑   Circulação pelo Hospital de Vila Franca de Xira a partir de 2023.09.11
18. ↑   Quinta da Cruz de Pau ⇆ Sobralinho até 2025.05.31
19. ↑   Bairro dos CTT ⇆ Continente Loures até 2025.05.31
20. ↑   Caneças (Escola Secundária) ⇆ Loures até 2023.10.31
21. ↑   Casal da Paradela ⇆ Odivelas (Metro) até 2025.05.31
22. ↑   Casal da Paradela ⇆ Senhor Roubado (Metro) até 2025.05.31
23. ↑   IKEA Loures ⇆ Senhor Roubado (Metro) até 2025.05.31
24. ↑   Montemor ⇆ Senhor Roubado (Metro) até 2025.05.31
25. ↑   Montemor ⇆ Odivelas (Metro) até 2025.05.31
26. ↑   Loures ⇆ Santa Iria de Azoia até 2023.10.31
27. ↑   Loures ⇆ Vila Franca de Xira até 2023.10.31
28. ↑   Sacavém (Estação) ⇆ Santa Iria de Azoia (Estação) (via Portela da Azóia) até 2024.04.02
29. ↑   Portela da Azóia ⇆ Vialonga (Centro de Saúde) até 2023.11.30
30. ↑   Agualva-Cacém (Estação) ⇆ Loures até 2023.10.31
31. ↑   Bons Dias ⇆ UBBO até 2025.05.31
32. ↑   Originalmente planeada entre Casal de Cambra ⇆ Odivelas (Metro), e parte da 2632 até 2025.05.31
33. ↑   Casal de Cambra ⇆ Odivelas (Metro) (via Bairro Sol Nascente) até 2025.05.31
34. ↑   Camarate (Circulação) até 2024.04.02
35. ↑   Campo Grande (Metro) ⇆ Sacavém até 2024.04.02
36. ↑   Circulação pelo Bairro da Bogalheira e Bairro de São José a partir de 2025.06.01
37. ↑   Campo Grande (Metro) → Cidade Nova (via IC22) até 2025.05.31
38. ↑   Cidade Nova → Campo Grande (Metro) (via IC22) até 2025.05.31
39. ↑   Campo Grande (Metro) ⇆ Torres da Bela Vista (via IC22) até 2025.05.31
40. ↑   Campo Grande (Metro) ⇆ Loures até 2023.10.31
41. ↑   Campo Grande (Metro) ⇆ Urmeiras até 2024.04.02
42. ↑   Lisboa Oriente ⇆ Loures até 2023.10.31
43. ↑   Circulação por Santo António dos Cavaleiros a partir de 2025.06.01
44. ↑   Lisboa Oriente ⇆ Loures até 2023.10.31
45. ↑   Lisboa Oriente ⇆ Loures até 2023.12.31
46. ↑   Lisboa Oriente ⇆ Loures (Escola) de 2024.01.01 até 2024.04.02
47. ↑   Circulação pelo Bairro da Bogalheira e Bairro das Sousas a partir de 2025.06.01
48. ↑   Loures ⇆ Moscavide (Metro) até 2023.10.31
49. ↑   Sacavém (Circulação via Prior Velho) até 2023.12.31
50. ↑   Campo Grande (Metro) ⇆ Cidade Nova até 2025.05.31
51. ↑   Originalmente planeada entre Campo Grande (Metro) ⇆ Cidade Nova (via Lumiar), e parte da 2769 até 2025.05.31
52. ↑   Campo Grande (Metro) ⇆ Quinta da Piedade até 2025.05.31
53. ↑   Casal Novo ⇆ Colégio Militar (Metro) até 2025.05.31
54. ↑   Odivelas (Metro) ⇆ Pontinha (Metro) até 2025.05.31
55. ↑   Casal do Bispo ⇆ Colégio Militar (Metro) até 2025.05.31
56. ↑   Casal do Bispo ⇆ Pontinha (Metro) até 2025.05.31
57. ↑   Alhandra ⇆ Arruda dos Vinhos até 2023.09.10
58. ↑   Circulação pelo Bairro do Paraíso a partir de 2025.06.01
59. ↑   Cadafais ⇆ Vila Franca de Xira até 2023.09.10
60. ↑   Cadafais ⇆ Vila Franca de Xira (via Loja Nova) até 2023.09.10
61. ↑   Circulação por Cadafais até 2025.05.31
62. ↑   Casais da Granja ⇆ Vila Franca de Xira até 2025.05.31